# Micralarctia toulgoeti
Micralarctia toulgoeti là một loài bướm đêm thuộc phân họ Arctiinae, họ Erebidae.